# Dipoenura cyclosoides
Dipoenura cyclosoides är en spindelart som först beskrevs av Simon 1895.  Dipoenura cyclosoides ingår i släktet Dipoenura och familjen klotspindlar. Inga underarter finns listade i Catalogue of Life.